# Nirveda
Nirveda (sanskrit, Nibbidā en pali, nivveda en ardhamagadhi, la langue du canon jain) est un terme qui peut se traduire par: dégoût, aversion, voire indifférence. Dans le bouddhisme il est utilisé lors des méditations, les vipassanas, pour décrire un stade, un niveau où le fidèle doit voir l'attachement qui crée la souffrance, et ainsi qui l'empêche d'atteindre le nirvana.
Un homonyme, nirveda, au sens de "sans Veda" désigne un infidèle, quelqu'un n'ayant pas les textes sacrés